# Egritech
Egritech – український виробник сільськогосподарської техніки для збору і транспортування врожаю зернових культур.

## Історія
Компанія Egritech створена у січні 2017 року, спільно з британською інжініріговою компанією Gartech Group. Також у 2017 році був заключений контракт з МАЗом та почався випуск автопоїзду-зерновозу МАЗ-Колос АС-1422. 
У 2018 році було проведено модернізацію виробництва задля збільшення обсягів виробництва сільгосптехніки. 
У 2020 році знову було проведено модернізацію виробництва.
На агропромисловій виставці АГРО-2020, яка проводилася у Києві, підприємство було відзначено золотою медаллю "За інновації у виробництві самоскидних напівпричепів-зерновозів".

## Діяльність
Компанія займається випуском сільськогосподарської техніки для збору та транспортування врожаю зернових культур, пожежного обладнання, машин для транспортування брухту. 

## Продукція
- Бункери-накопичувачі перевантажувальні моделі БНП-40, БНП-30, БНП-20, БНП-20/2, БНП-16
- Зерновози-автопоїзди моделі АСПС 2646 КАМАЗ, АСПС 2646 МАЗ 2224
- Напівпричіпи-самоскиди моделі НПС 2650, НПС 2150
- Причіп-самоскид моделі ПС 1424
- Агрегат пожежний універсальний моделі АПУ-4
- Телескопічні навантажувачі моделі XCMG XC-3507, XCMG X6C-3006К, XCMG XC6-3007К, XCMG XC6-3514К
- Напівпричіпи-самоскиди тракторні моделі НПСТ-14, НПСТ-24
- Автомобіль-самоскид ломовоз ЛМ-2